# José Ruiz (giocatore di calcio a 5)
José Miguel Ruiz Cortés, noto semplicemente come José Ruiz (Barcellona, 6 giugno 1983), è un ex giocatore di calcio a 5 spagnolo, campione europeo con la Nazionale spagnola nel 2016.

## Carriera
Cresciuto nel settore giovanile del Martorell, ha trascorso buona parte della sua carriera nel campionato spagnolo, vincendo con l'ElPozo Murcia la Supercoppa de España nel 2012 e nel 2014.

## Palmarès

### Club
- Supercoppa di Spagna: 2
ElPozo Murcia: 2012, 2014
- Coppa del Re: 1
ElPozo Murcia: 2015-16
- Winter Cup: 1
Acqua&Sapone: 2016-17
- Campionato di Serie A2: 1
Maritime: 2017-18 (girone B)
- Coppa Italia di Serie A2: 1
Maritime: 2017-18

### Nazionale
- Campionato d'Europa: 1
  - Serbia 2016